# Nambu Chūhei

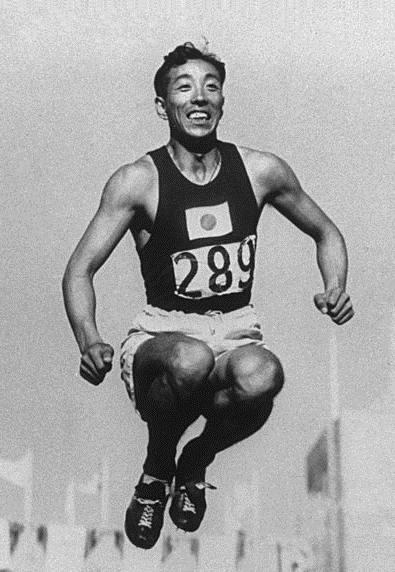
Nambu Chūhei, 1932

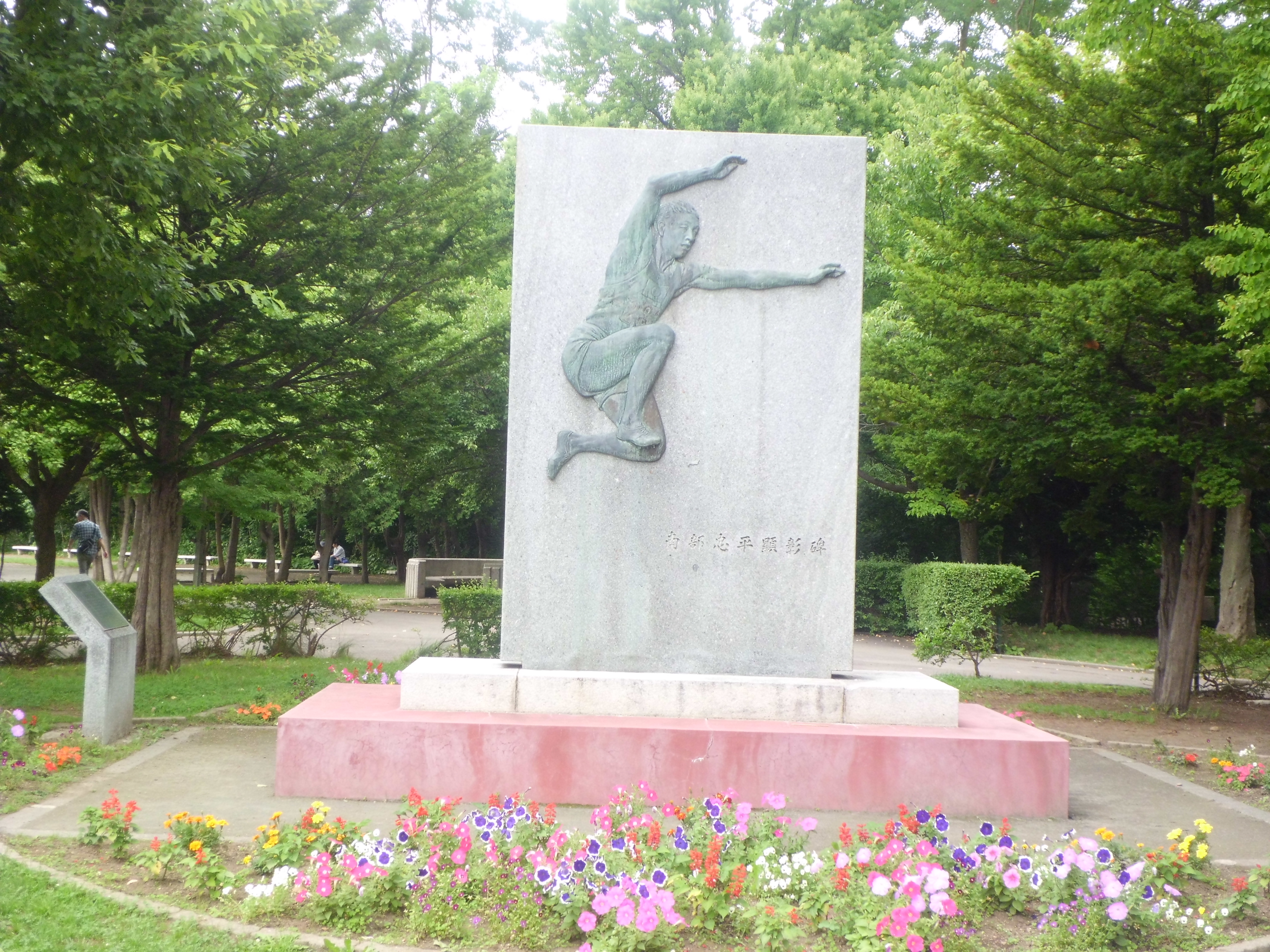
Namubu-Denkmal

Nambu Chūhei (japanisch 南部 忠平; * 27. Mai 1904 in Sapporo; † 23. Juli 1997 in Osaka) war ein japanischer Leichtathlet und Olympiasieger. Er ist bis heute der einzige Athlet, der gleichzeitig den Weltrekord im Weitsprung und im Dreisprung hielt.

## Laufbahn
Nambu Chūhei fiel schon während seiner Studienzeit an der Waseda-Universität mit sportlichen Erfolgen auf, die sich in den 1920er Jahren fortsetzten. Bei den Olympischen Spielen 1928 in Amsterdam nahm er an drei Disziplinen teil. Im Dreisprung wurde er Vierter, im Weitsprung Neunter, und in der 4-mal-100-Meter-Staffel schied er mit der japanischen Mannschaft im Vorlauf aus.
Seinen Durchbruch als Weltrekordhalter hatte er 1931. Nachdem er mehrere Male den japanischen Rekord im Weitsprung überboten hatte, gelang ihm in diesem Jahr mit 7,98 m ein Weltrekord. Bei den Olympischen Spielen 1932 in Los Angeles war er einer der Favoriten in den beiden Sprungdisziplinen. Im Weitsprung gewann er die Bronzemedaille hinter den beiden US-Amerikanern Ed Gordon (Gold) und Lambert Redd (Silber). Wenige Tage später gewann er die Goldmedaille im Dreisprung, vor dem Schweden Erik Svensson (Silber) und seinem Landsmann Ōshima Kenkichi (Bronze), mit einer Weite von 15,72 m, was ebenfalls einen Weltrekord bedeutete. Beide Weltrekorde hielt er bis 1935, als Jesse Owens im Weitsprung und Jack Metcalfe im Dreisprung jeweils seine Marken verbesserten. In der 4-mal-100-Meter-Staffel kam er mit dem japanischen Quartett auf den fünften Platz.
Nach seiner aktiven Karriere arbeitete Nambu als Sportjournalist für den Mainichi Shimbun, wirkte aber weiter im Sportbereich. So wurde er Trainer der japanischen Leichtathletik-Vereinigung und war Manager des japanischen olympischen Teams für die Spiele 1964 in Tokio. 1992 wurde er vom Internationalen Olympischen Komitee für seine Verdienste im Sport ausgezeichnet.